# Étienne de Bourgueil
Étienne de Bourgueil, mort le 6 mars  1335, est un prélat français du XIVe siècle, archevêque de Tours de 1323 à 1335. 

## Biographie
Le pape Jean XXII ayant nommé un jeune homme qui n'était pas encore dans les ordres, le chapitre s'en plaignit au roi, et un arrêt du parlement du 2 mai 1323 ordonne au chapitre de s'assembler pour procéder à l'élection d'un nouvel archevêque, et les suffrages se réunirent en faveur d'Étienne. Il fonde à Paris en 1334 un collège pour les pauvres écoliers de son diocèse. 